# Lisa Harvey
Pour les articles homonymes, voir Harvey.
Lisa Harvey, née le 7 février 1970 à Vancouver, est une athlète canadienne.

## Carrière
Elle est médaillée d'argent du 10 000 mètres aux Jeux panaméricains de 1991 à La Havane et aux Jeux de la Francophonie de 2001 à Ottawa.